# Sciapus infans
Sciapus infans är en tvåvingeart som beskrevs av Becker 1922. Sciapus infans ingår i släktet Sciapus och familjen styltflugor. Inga underarter finns listade i Catalogue of Life.